# La Chapelle-sous-Dun
La Chapelle-sous-Dun ist eine französische Gemeinde mit 432 Einwohnern (Stand: 1. Januar 2022) im Département Saône-et-Loire in der Region Bourgogne-Franche-Comté. Sie gehört zum Arrondissement Charolles und zum Gemeindeverband Communauté de communes Brionnais Sud Bourgogne. 

## Geografie
La Chapelle-sous-Dun liegt etwa 50 Kilometer westsüdwestlich von Mâcon in den Hügellandschaften von Brionnais und Charolais. Nachbargemeinden von La Chapelle-sous-Dun sind Baudemont und La Clayette im Norden, Varennes-sous-Dun im Nordosten und Osten, Chassigny-sous-Dun im Süden sowie Saint-Laurent-en-Brionnais im Nordwesten.

## Bevölkerungsentwicklung
| Jahr                      | 1962 | 1968 | 1975 | 1982 | 1990 | 1999 | 2006 | 2011 | 2016 |
| Einwohner                 | 611  | 643  | 644  | 563  | 506  | 460  | 431  | 395  | 441  |
| Quelle: Cassini und INSEE |      |      |      |      |      |      |      |      |      |

## Sehenswürdigkeiten
- Kirche Notre-Dame-de-l’Assomption, erbaut 1853

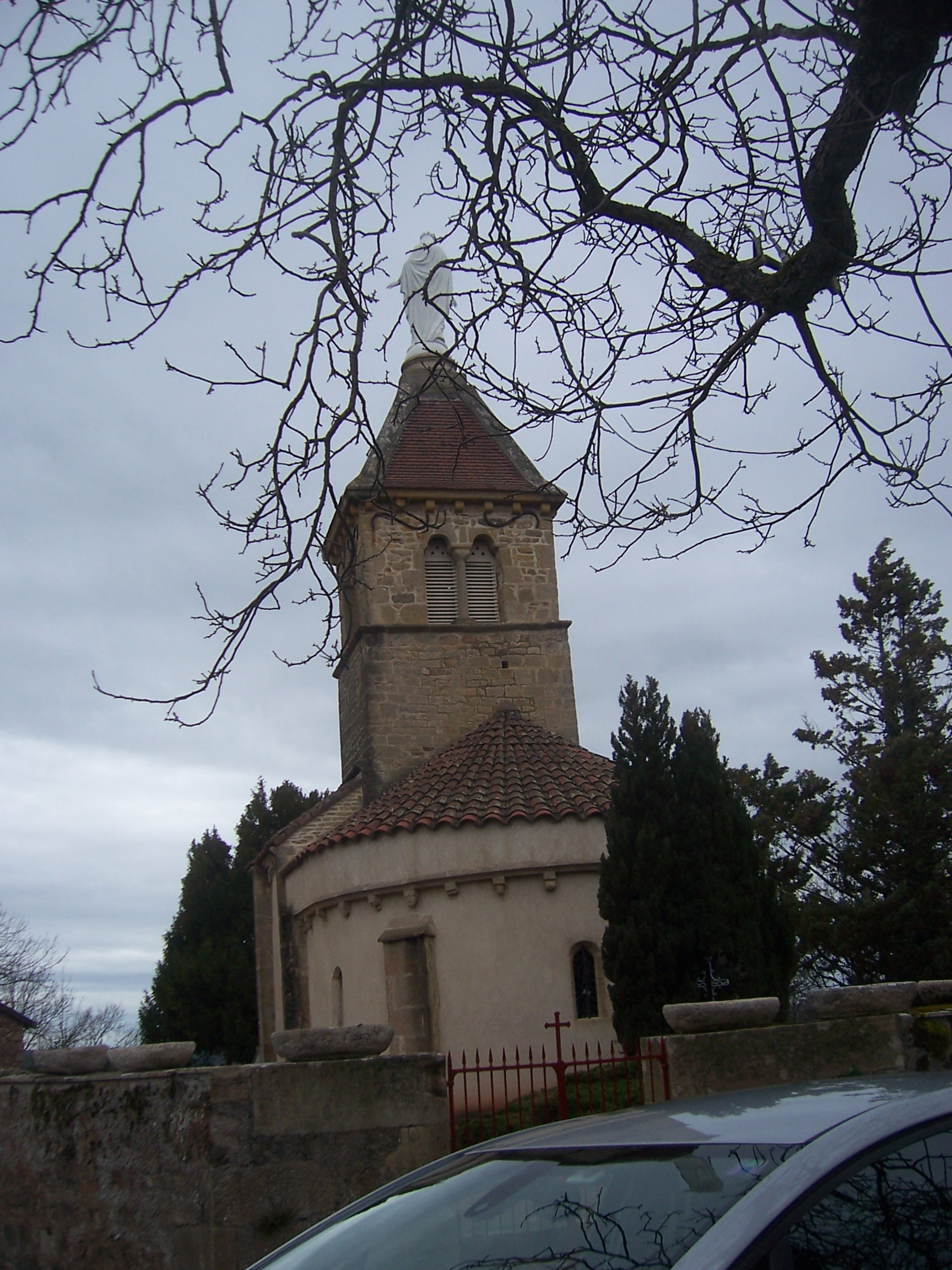
Kirche Notre-Dame-de-l’Assomption

## Belege
1. ↑  La Chapelle-sous-Dun auf cassini.ehess.fr
2. ↑  La Chapelle-sous-Dun auf insee.fr